# 红岩寺镇 (建始县)
红岩寺镇，是中华人民共和国湖北省恩施土家族苗族自治州建始县下辖的一个乡镇级行政单位。

## 行政区划
红岩寺镇下辖以下地区：
红岩寺社区、落水洞社区、红岩村、蒿坝村、涂坪村、大面坡村、里三坦村、秋桂村、金子墩村、老板场村、凌家沟村、凉水埠村、崔家坡村、黄木垭村和刘家坪村。